# Phytalmodes honestus
Phytalmodes honestus är en tvåvingeart som först beskrevs av Günther Enderlein 1924.  Phytalmodes honestus ingår i släktet Phytalmodes och familjen bredmunsflugor. Inga underarter finns listade i Catalogue of Life.